# Yeoksam-dong, Seoul
Yeoksam-dong (koreanska: 역삼동)  är en stadsdel i stadsdistriktet Gangnam-gu i Sydkoreas huvudstad Seoul.  

## Indelning
Administrativt är Yeoksam-dong indelat i:
| Namn    | Namn               | Yta km² | Invånare 31 dec 2020 |
| ------- | ------------------ | ------- | -------------------- |
| 역삼1동 | Yeoksam 1(il)-dong | 2,35    | 36 771               |
| 역삼2동 | Yeoksam 2(i)-dong  | 1,15    | 37 291               |